# Espanta-espíritos

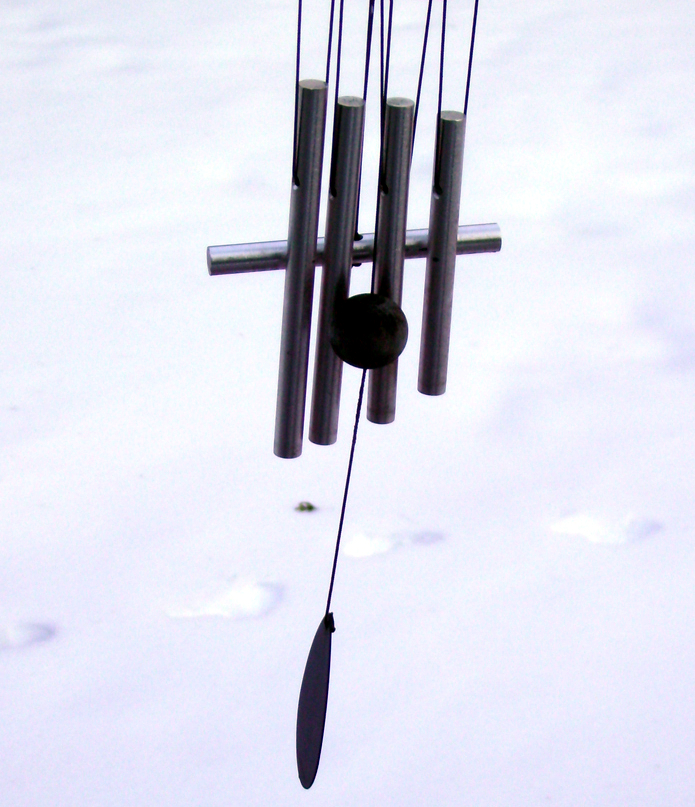
Espanta-espíritos de tubos de metal.

Espanta-espíritos, sinos de vento, sinos da felicidade, mensageiro do vento ou carrilhão de vento é um objeto normalmente constituído por tubos de metal ou bambu suspensos por fios que produz som através da ação do vento.